# Lamberto I di Spoleto
Lamberto I di Spoleto (830 circa – Capua, 880) fu il duca e marchese (dux et marchio) di Spoleto, in due occasioni, prima nell'859-871 e poi dal 876 alla sua morte.

## Biografia
Lamberto era il figlio maggiore di Guido I di Spoleto e Itta, figlia di Sicone di Benevento.
Nel suo primo anno di governo (859), si unì a Gerardo, conte dei Marsi, a Magelpoto, gastaldo di Telese, e Guandelberto, gastaldo di Boiano, per cercare di impedire a Sawdān, l'emiro saraceno di Bari, di rientrare nella sua città dopo una campagna contro Capua e la Terra di Lavoro. In seguito a una sanguinosa battaglia, l'emiro rientrò con successo a Bari.
Nel mese di aprile 860, Lamberto, insieme a Ildeberto, conte di Camerino, suscitò una rivolta contro l'imperatore Ludovico II. Inseguito da un esercito imperiale nei Marsi, da lì fuggì a Benevento e si rifugiò sotto il principe Adelchi. Ludovico circondò la città e graziò sia Lamberto che il suo protettore in cambio della loro lealtà. Ildeberto, tuttavia, fuggì in seguito di Bari.
Nell'866, l'imperatore Ludovico che aveva assediato Landolfo II, il vescovo-conte di Capua, concesse a Lamberto di ottenere la contea di Capua. In quel momento, il ducato di Spoleto aveva raggiunto la sua massima espansione.
Lamberto, poi, lasciato l'assedio di Capua, andò a Roma, dopo l'elezione di Adriano II il 13 novembre 867. Il 13 dicembre, saccheggiò Roma, durante la cerimonia di incoronazione papale, presumibilmente seguendo precise direttive dell'imperatore, contrario alla scelta di quel pontefice. Lamberto fu prontamente scomunicato e perse anche l'appoggio dell'imperatore che nel frattempo passò a sostenere il nuovo pontefice.
Nell'871, dopo che l'imperatore aveva notevolmente aumentato il suo potere e il prestigio sottraendo Bari ai Saraceni, Lamberto si alleò con Guaiferio di Salerno, Sergio II di Napoli e Adelchi di Benevento ed entrò in aperta rivolta contro l'imperatore. I Saraceni, tuttavia, sbarcarono con nuove forze e attaccarono Salerno. Adelchi, che aveva imprigionato l'imperatore mentre si trovava a Benevento (agosto-settembre 871), liberò il prigioniero per guidare le forze contro gli infedeli. L'imperatore allora depose immediatamente Lamberto dalla sua posizione e lo sostituì con Suppone II, un cugino di sua moglie Engelberga.
L'imperatore Ludovico nell'873 assediò Benevento, ma non riuscì a prendere Lamberto, che si era rifugiato ancora una volta presso Adelchi. Dopo la sua morte gli succedette come imperatore suo zio Carlo il Calvo, che - rinunciando ai propositi di conquista del Mezzogiorno - riconfermò Lamberto nel suo vecchio posto a Spoleto (febbraio-giugno 876) e inoltre nominò Guido, fratello minore di Lamberto, come margravio di Camerino con il compito di proteggere il papa. Il 16 luglio 876, nel sinodo tenutosi a Ponthion, Carlo il Calvo confermò a Giovanni VIII le precedenti donazioni, tra cui quella del Ducato di Spoleto, che dunque era da intendersi sottoposto all'alta sovranità del pontefice: nonostante questo atto formale, la posizione di Lamberto era di totale autonomia, né egli fece mai fronte alle ripetute richieste di aiuto militare che gli vennero dal papa per combattere i Saraceni.
Nell'877, Carlo il Calvo morì e Lamberto, che appoggiava Carlomanno di Baviera (figlio di Ludovico il Germanico), entrò a Roma con l'intento di ottenere anche la corona di re per sé, ma fu dissuaso da papa Giovanni VIII, il quale intendeva incoronare imperatore Ludovico il Balbo, figlio di Carlo il Calvo. Nel marzo dell'878, Lamberto e Adalberto I di Toscana, assediarono il papa nella Città Leonina per trenta giorni e Giovanni fuggì da Roma per Troyes. A Troyes il papa tenne un sinodo in cui offrì la corona di imperatore a Ludovico il Balbo e scomunicò i suoi nemici italiani (Lamberto e Adalberto), accusando Lamberto di ambire alla corona imperiale per sé stesso, il che è probabile, considerando la successiva storia della sua dinastia.
Lamberto, dopo questo episodio romano, ritornò con le sue mire a Capua. Morì assediando quella città nell'880. Gli succedette il figlio Guido II. Suo fratello Guido divenne re e imperatore, come poi suo nipote e omonimo Lamberto II.

## Matrimonio e figli
Sposò Giuditta, figlia di Eberardo del Friuli, della dinastia degli Unrochingi, dalla quale ebbe Guido III, che fu duca di Spoleto dall'880.